# Mine de Cortez
La mine de Cortez est une mine à ciel ouvert et souterraine d'or située au Nevada. Elle appartient à Barrick Gold en totalité depuis 2006, depuis son rachat des 40 % dans la mine de Rio Tinto pour 1,7 milliard de $. La mine de Cortez se singularise par sa forte emprise foncière, sa concession faisant 2 800 km².